# باربارا انگلدر
باربارا انگلدر (آلمانی: Barbara Engleder؛ زادهٔ ۱۶ سپتامبر ۱۹۸۲) یک تیرانداز اهل آلمان است که در مسابقات کشوری و بین‌المللی در مجموع برندهٔ ۵ مدال طلا و ۱ مدال نقره شده‌است.